# Округ Требич
Округ Требич (чеш. Okres Třebíč) је округ у крају Височина, у Чешкој Републици. Административно средиште округа је град Требич.

## Становништво
Према подацима о броју становника из 2012. године округ је имао 113.330 становника.